# Lentuan alue
Lentuan alue este o arie protejată (arie specială de conservare — SAC, sit de importanță comunitară — SCI) din Finlanda întinsă pe o suprafață de 6.591 ha, integral pe uscat.

## Localizare
Centrul sitului Lentuan alue este situat la coordonatele 64°14′55″N 29°38′20″E / 64.2486°N 29.6389°E.

## Înființare
Situl Lentuan alue a fost declarat sit de importanță comunitară în august 1998 pentru a proteja 1 specie de animale. Situl a fost protejat și ca arie specială de conservare în aprilie 2015.

## Biodiversitate
Situată în ecoregiunea boreală, aria protejată conține 12 habitate naturale: Ape oligotrofe din câmpii nisipoase, cu un conținut foarte redus de minerale (Littorelletalia uniflorae), Lacuri și iazuri distrofice naturale, Cursuri de apă de la nivel de câmpie la nivel montan, cu vegetație Ranunculion fluitantis și Callitricho-Batrachion, Mlaștini turboase de tranziție și turbării mișcătoare, Izvoare fino-scandinave și mlaștini produse de izvoare bogate în minerale, Turbării Aapa, Pante stâncoase silicioase cu vegetație casmofită, Roci stâncoase cu vegetație pionieră de Sedo-Scleranthion sau Sedo albi-Veronicion dillenii, Taiga vestică, Păduri fino-scandinave bogate în ierburi cu Picea abies, Păduri de conifere pe eskere fluvioglaciare sau legate la acestea, Mlaștini împădurite.
La baza desemnării sitului se află o specie protejată de  mamifere: Rangifer tarandus fennicus.
Pe lângă speciile protejate, pe teritoriul sitului au mai fost identificate 2 specii de plante, 2 specii de păsări.